# Мойсей (опера)
«Мойсей» — опера Мирослава Скорика на дві дії, лібрето Богдана Стельмаха та Мирослава Скорика за однойменною поемою Івана Франка. Прем'єра відбулася 23 червня 2001 року в Львівському національному академічному театрі опери і балету імені Соломії Крушельницької.

## Прем'єра
Початково оперу планувалося написати до 100-річчя Львівської опери, що відзначали у 2000 році. Проте згодом прем'єру було відкладено на один рік й приурочено іншій, більш знаковій події — візиту Папи Римського Івана Павла II до України, що відбувався 23-27 червня 2001 року. В умовах перманентного браку державних коштів колектив Львівського театру звернувся до Папи за фінансовою допомогою і врешті її отримав, створивши таким чином перший в Україні прецедент фінансової підтримки Ватиканом світської події.
Прем'єрну постановку здійснили режисер-постановник Збігнев Хшановський (Польща), головну роль виконав Олександр Громиш, диригував — автор. Ще до прем'єри було зроблено аудіо- та відеозаписи, знято телефільм про те, як створювалася опера, а також випущено буклет. Хоча 23-24 червня Папа служив у Києві, відтак не міг відвідати прем'єру, проте по прибутті до Львова 25 червня понтифік все ж знайшов можливість приїхати до Львівської опери й привітати творчий колектив з постановкою.

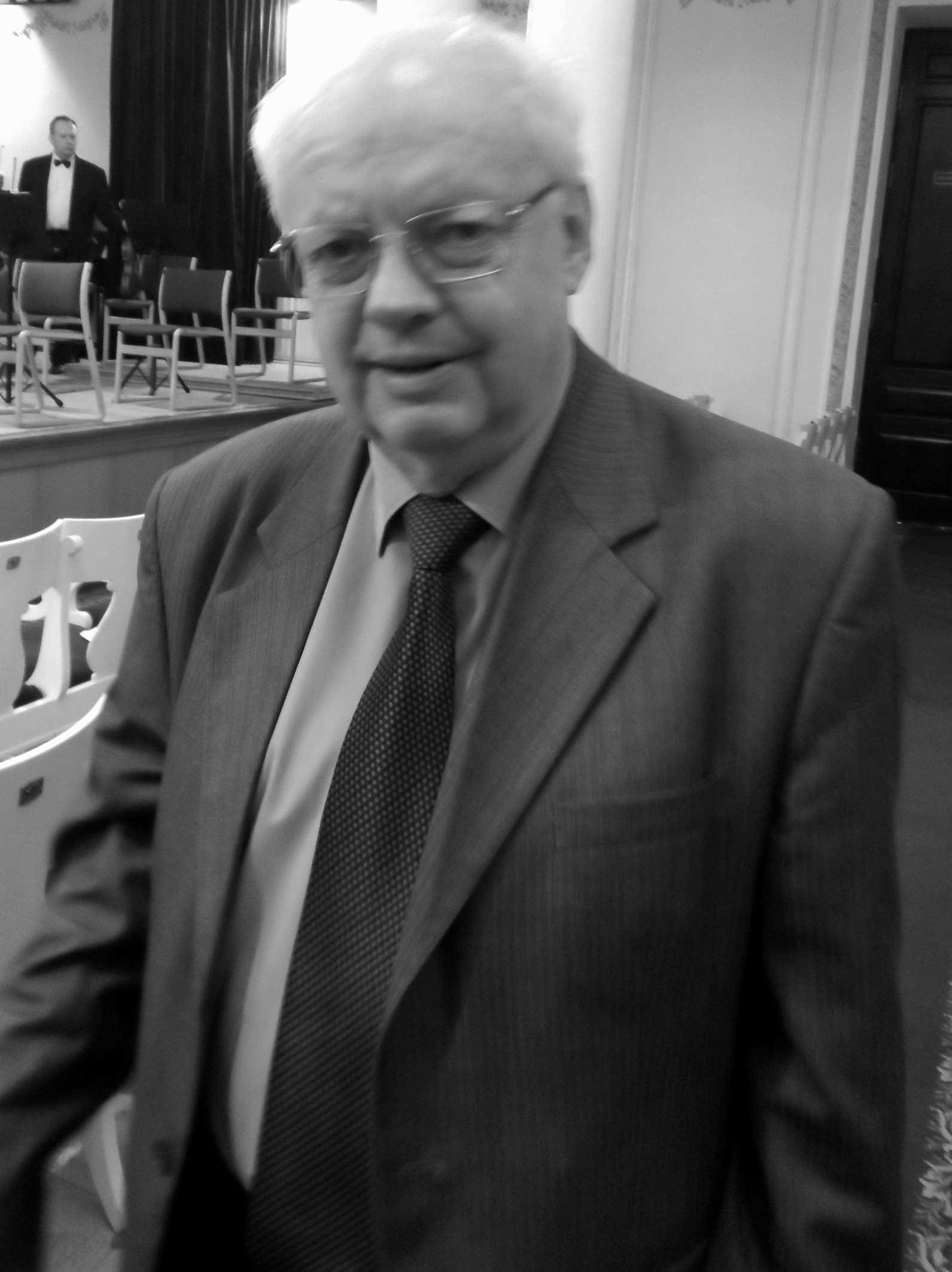
Композитор Мирослав Скорик

Сам композитор говорив про написання опери так:
«Для мене це була велика честь. Написати оперу, тим більше з глибокими філософськими ідеями, на біблійній основі, непросто, це дійсно величезна праця. Бо в цілому опера — жанр демократичний, то й музика в ній, попри все, має бути цікава слухачу. Тому потрібно було знайти якесь об'єднуюче зерно, синтезувати все. Стиль твору диктували сюжет і музичні тенденції сьогодення. Адже опера створювалася на початку XXI століття...»

## Сюжет
| Дійові особи | Дійові особи |
| ------------ | ------------ |
| Мойсей       | бас          |
| Авірон       | бас          |
| Датан        | баритон      |
| Поет         | баритон      |
| Єгошуа       | тенор        |
| Лія          | сопрано      |
| Йохаведда    | мецо-сопрано |
| Азазель      | тенор        |
| Симеон       | баритон      |

### Пролог
Поет звертається до рідного народу з болючим запитанням:
«Невже задарма стільки серць горіло: До тебе найсвятішою любов'ю,
Тобі офіруючи душу й тіло?»
і стверджує:
«О ні! Не самі сльози і зітхання: Тобі судились! Вірю в силу духа: І в день воскресний твойого повстання.»

### Дія І
Єгошуа і Лія дивуються пісочній хатинці, що збудував їх малюк, адже народжений у пустелі, він ніколи не міг бачити хат.
Прибічники й супротивники Мойсея сперечаються щодо доцільності обраного Мойсеєм шляху пошуку обіцяного краю. Мойсей пояснює свою стратегію волею самого Єгови. Проте Авірон і Датан підбурюють народ до недовіри Мойсею, і, врешті, змушують його відійти в гори. Розпочинаються церемонія поклоніння Золотому тельцю.

### Дія II
У розпачі Мойсей звертається до бога Єгови за порадою. Проте дух Азазель і Йохаведа переконують Мойсея, що Єгова одурив їхній народ. У свою чергу Єгова, дочекавшись на таке звинувачення вже з вуст самого Мойсея, здіймає бурю, в якій Мойсей гине. Шоковані загибеллю Мойсея Лія і Єгошуа підбурюють народ засудити Авірона і Датана до страти й продовжити похід шляхом, що вказав Мойсей.

## Музична характеристика
Критики сходяться в тому, що опера написана доступною для слухачів, нескладною музичною мовою.
Любов Кияновська розглядає цей твір з позицій естетики еґалітаризму і відзначає, що автор «свідомо відмовився від рафіновано-інтелектуальної мови, яка сформувалася на основі естетичних принципів XX ст. та сутність якої полягає у безнастанному пошуку оновлення засобів виразності» і наводить слова автора:
"В цій опері я втілив власне розуміння “сучасности в музиці” не в тому сенсі, в якому розуміють його деякі колеги, тобто у зверненні до рафіновано-авангардових прийомів виразу (вони вже перебриніли декілька десятиріч тому), а у відповідності до реального звукового світу, в якому ми живемо. Новоромантичне, сповнене прагнення до краси і чутливості, мистецтво щораз більше завойовує позиції, саме в ньому я вбачаю сучасність і майбутнє – не лише для професіоналів-музикантів, а насамперед для тих, хто прагне любити музику
Н. А. Бєлік-Золотарьова відзначає в опері домінування хорового начала, що надає опері рис ораторії. Хор при цьому персоніфікує ключові теми-символи опери.
Музикознавець Лідія Мельник відмічає в опері «сплав пізньоромантичних інтонацій, впізнаваних орієнтальних мотивів, неповторної української пісенності й навіть відзвуків бродвейського мюзиклу», а також використання традиційних оперних форм — інтродукцій і лейтмотивів, арії і любовних дуетів, хору і балету В інших статтях відзначаються також «прості мелодійно-ритмічні обороти» і «загальновідомі прийоми компонування, що впізнаються за три кроки», риси епічного соцреалізму тощо

## Подальша сценічна доля
Львівський оперний театр гастролював з прем'єрною постановкою опери на оперному фестивалі в Бидгощі, на сцені оперного театру Варшави. У 2006 році з нагоди 150-річчя І. Франка, Львівський театр побував з гастролями у Дніпропетровську, Харкові, Сімферополі та Севастополі.
Тоді ж, 2006 року «Мойсей» вперше поставлено на сцені Київської опери. Режисер — Анатолій Солов'яненко, диригент — Іван Гамкало, сценографія — Марії Левитської, хормейстер — Лев Венедиктов, балетмейстер — Аніко Рехвіашвілі.
Протягом наступних років «Мойсей» неодноразово виконувався на сцені Львівської та Київської опер, залишаючись єдиним твором сучасних українських авторів в репертуарі цих театрів. За висловом Василя Туркевича, опера «Мойсей» «репрезентує не тільки творчість відомого композитора Мирослава Скорика, але й той, з різних причин досить обмежений, доробок сучасних оперних композиторів, втілення творів яких в оперних театрах можна перелічити на пальцях однієї руки».